# Antonimina
Antonimina é uma comuna italiana da região da Calábria, província de Reggio Calabria, com cerca de 1.443 habitantes. Estende-se por uma área de 22 km², tendo uma densidade populacional de 66 hab/km². Faz fronteira com Ciminà, Cittanova, Gerace, Locros, Portigliola, Sant'Ilario dello Ionio.

## Demografia
| Variação demográfica do município entre 1861 e 2011                               |
|                                                                                   |
| Fonte: Istituto Nazionale di Statistica (ISTAT) - Elaboração gráfica da Wikipedia |